# Canal de Buinen à Schoonoord

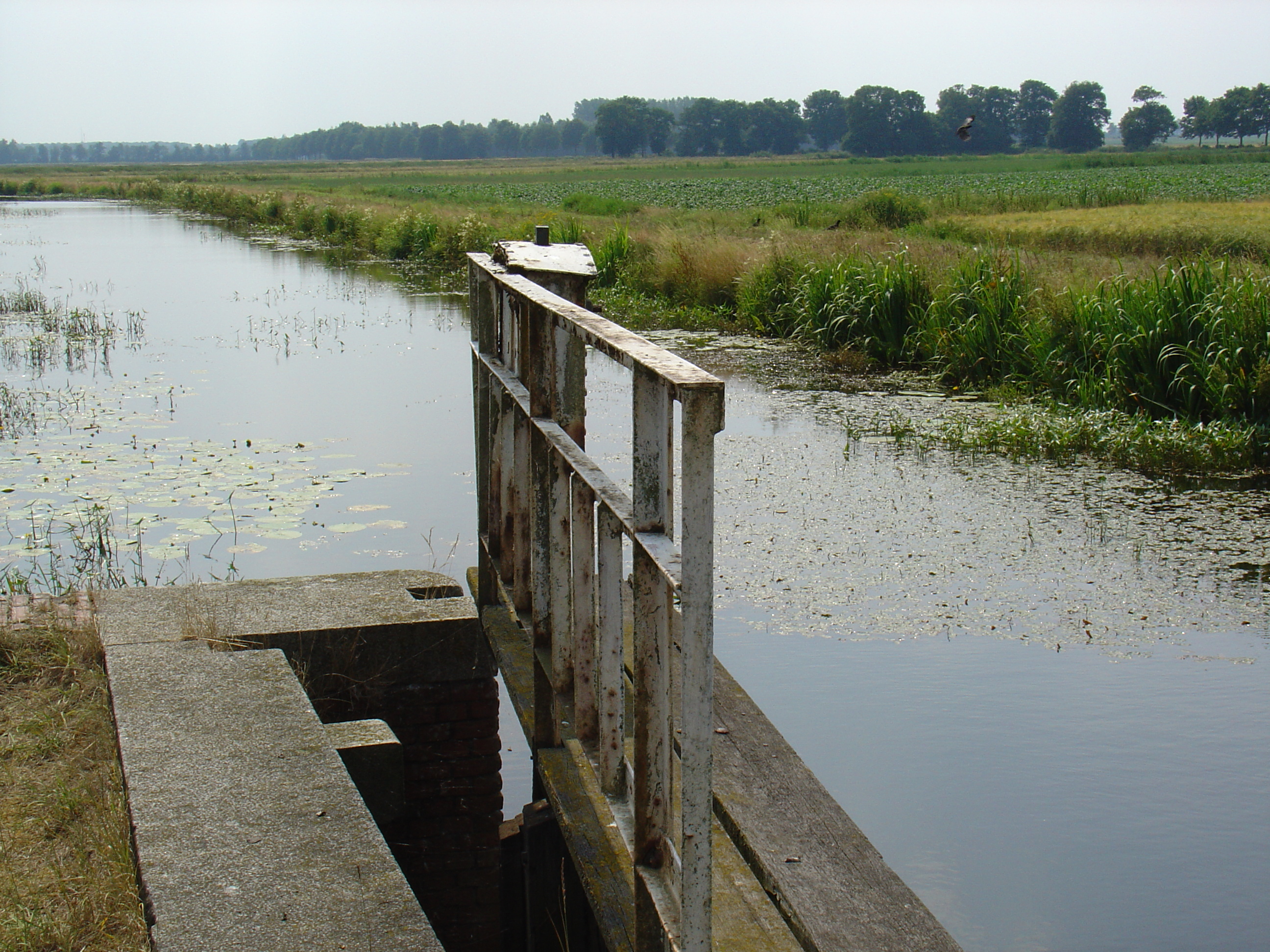
Le canal près de Bronneger

Le Canal de Buinen à Schoonoord, en néerlandais Kanaal Buinen-Schoonoord, est un canal néerlandais dans la province de Drenthe.

## Géographie
Le canal, qui n'est plus ouvert à la navigation professionnelle depuis 1966, relie Buinen à Eeserveen. La liaison projetée via le Borgerzijtak jusqu'à Schoonoord et le Canal d'Oranje n'a jamais été réalisée, ni la liaison entre Buinen et le Stadkanaal via le Zuider-Hoofddiep.
Le canal passe à Bronneger, contourne Borger par l'est et le sud du bourg, puis passe non loin de Westdorp pour se terminer après le petit village d'Eeserveen. Le canal est relativement sinueux.

## Histoire
La réalisation du canal a débuté en 1925 et a duré jusqu'en 1930. Financé essentiellement par l'État, le canal formait un projet d'aide sociale par le travail. En 1927, on a également construit une écluse près d'Eeserveen. Le canal a été utilisé pour le transport de matériaux de construction, d'engrais artificiels, de nourriture pour le bétail, ainsi que pour la tourbe commercialisée. 
Le canal pouvait accueillir des bateaux avec un gabarit jusqu'à 60 t. En 1966, le canal a été fermé à la navigation.

## Sources
- (nl) Encyclopédie de Drenthe en ligne
- (nl) Histoire d'Eeserveen